# 梅雷伊鄉
45°8′N 26°41′E / 45.133°N 26.683°E
梅雷伊鄉（羅馬尼亞語：Comuna Merei, Buzău），是羅馬尼亞的鄉份，位於該國東南部，由布澤烏縣負責管轄，面積108平方公里，海拔高度141米，2007年人口6,986，人口密度每平方公里65人。